# Lista de museus do Amapá
Esta é uma lista de museus do estado do Amapá, na Região Norte do Brasil, organizados por município e apresentados em ordem alfabética. De acordo com o Cadastro Nacional do Instituto Brasileiro de Museus (Ibram), o Amapá possui atualmente nove unidades museológicas, divididas por três municípios. Macapá, a capital do estado, concentra dois terços de suas unidades museológicas. A relação de número de habitantes por museu do Amapá é inferior à média da região, mas superior à média nacional. O primeiro museu amapaense — o Museu Territorial — data de 1948, mas o processo de criação de instituições museológicas no estado é relativamente recente, tendo ocorrido sobretudo nas últimas duas décadas. Todos os museus do Amapá são de natureza pública (federais ou estaduais), não existindo instituições municipais ou mantidas por indivíduos, empresas, associações ou fundações privadas. A lista engloba, além de museus stricto sensu, os acervos públicos, centros científicos, espaços culturais e reservas naturais em conformidade com a definição de museu do Conselho Internacional de Museus (ICOM).

## Municípios

### Macapá
| Imagem | Instituição                                                   | Natureza administrativa           | Ano de criação              | Tipologia do acervo                                                                          | Outras informações |
| ------ | ------------------------------------------------------------- | --------------------------------- | --------------------------- | -------------------------------------------------------------------------------------------- | --- |
|        | Centro de Estudos e Pesquisas Arqueológicas do Amapá / Unifap | Público (Federal) / Universitário | 2006                        | Arqueologia; antropologia e etnografia; história                                             | Órgão vinculado à Universidade Federal do Amapá (Unifap), o Centro de Estudos e Pesquisas Arqueológicas do Amapá (Cepap) tem por objetivo auxiliar os acadêmicos da instituição no desenvolvimento de pesquisas de campo e laboratório nas áreas de arqueologia histórica e pré-histórica. Seu acervo é composto por mais de 40.000 peças, entre artefatos cerâmicos, líticos e históricos, produzidos entre 8.500 anos antes do presente e o século XIX. |
|        | Centro de Pesquisas Museológicas Museu Sacaca                 | Público (Estadual)                | 1997 (reinaugurado em 2002) | Antropologia e etnografia; artes visuais; ciências naturais e história natural; imagem e som | Subordinado ao Instituto de Pesquisas Científicas e Tecnológicas do Estado do Amapá (IEPA), o museu promove ações museológicas de pesquisa, preservação e comunicação abrangendo o saber científico e o saber popular dos povos amazônicos. Desenvolve suas atividades em um conjunto de edificações dispersas por uma área verde de 21.000 metros quadrados, banhada por um pequeno rio, localizada no bairro do Trem, na zona centro-sul de Macapá.     |
|        | Museu da Imagem e do Som do Amapá                             | Público (Estadual)                | 2007                        | Imagem e som                                                                                 | Fundado em 2007, o Museu da Imagem e do Som do Amapá (MIS-AP) tem por missão a preservação, estudo e difusão do conhecimento sobre cultura amapaense através de registros audiovisuais. Desenvolve também atividades no âmbito da educação patrimonial, eventos de promoção cultural e ações de formação do público. Encontra-se sediado no pavimento superior do Teatro das Bacabeiras, no centro de Macapá.                                             |
|        | Museu de Arqueologia e Etnologia do Amapá                     | Público (Estadual)                | 2007                        | Antropologia e etnografia; arqueologia; história; imagem e som                               | O Museu de Arqueologia e Etnologia do Amapá (MAE-AP) desenvolve pesquisas de laboratório e de campo e atividades de difusão do conhecimento sobre o patrimônio arqueológico e etnológico, com enfoque na educação patrimonial. |
|        | Museu Fortaleza de São José de Macapá                         | Público (Estadual)                | 2007                        | Arqueologia; artes visuais; história; imagem e som                                           | Construída em 1764, a Fortaleza de São José de Macapá fica às margens do Rio Amazonas e é um dos mais importantes patrimônios culturais do estado. Sua construção foi iniciada por ordem do Marquês do Pombal, para controlar o fluxo de navios no rio e assegurar o domínio de Portugal sobre a região. A fortaleza é tombada pelo Instituto do Patrimônio Histórico e Artístico Nacional (IPHAN) desde 1950.                                            |
|        | Museu Histórico do Amapá "Joaquim Caetano da Silva"           | Público (Estadual)                | 1990                        | Antropologia e etnografia; arqueologia; artes visuais; história; imagem e som                | Fundado em 1990, o museu está sediado em um edifício de 1895. Preserva um amplo acervo permanente relativo à história do Amapá, grande parte do qual legado do antigo Museu Territorial, composto por objetos, fotografias e documentos relatando o processo de ocupação do estado e de sua capital, além de peças arqueológicas de diferentes povos amazônicos.                                                                                          |

### Oiapoque
| Imagem | Instituição                                 | Natureza administrativa | Ano de criação | Tipologia do acervo                                            | Outras informações |
| ------ | ------------------------------------------- | ----------------------- | -------------- | -------------------------------------------------------------- | --- |
|        | Museu Kuahí dos Povos Indígenas do Oiapoque | Público (Estadual)      | 2007           | Antropologia e etnografia; arqueologia; história; imagem e som | Fundado após uma iniciativa gestada ao longo de dez anos junto a representantes dos povos indígenas do extremo norte do Amapá, o Museu Kuhaí tem por objetivo ajudar a preservar e difundir a cultura e ao mesmo tempo possibilitar alternativas de renda a essas comunidades por meio da comercialização planejada da produção artesanal. O acervo possui mais de 300 peças, a maioria das quais produzidas por encomenda do museu junto às comunidades indígenas, que participam também da gestão da instituição. |
|        | Parque Nacional do Cabo Orange              | Público (Federal)       | 1980           |                                                                | Unidade e conservação administrada pelo Instituto Chico Mendes de Conservação da Biodiversidade (ICMBio). Possui 657.327 hectares, distribuídos entre os municípios de Oiapoque e Calçoene. |

### Serra do Navio
| Imagem | Instituição                              | Natureza administrativa | Ano de criação | Tipologia do acervo | Outras informações |
| ------ | ---------------------------------------- | ----------------------- | -------------- | ------------------- | --- |
|        | Parque Nacional Montanhas do Tumucumaque | Público (Federal)       | 2002           |                     | Com uma extensão superior a 3,8 milhões de hectares, o Parque Nacional Montanhas do Tumucumaque é o maior parque nacional do Brasil e a maior área de floresta tropical protegida do mundo. Abrange, além de Serra do Navio, os municípios de Amapá, Calçoene, Ferreira Gomes, Laranjal do Jari, Oiapoque e Pedra Branca do Amapari, no estado do Amapá, e o município de Almeirim, no estado do Pará. |

## Museus extintos, incorporados e renomeados
| Imagem | Instituição                                            | Município | Funcionamento | Situação do museu | Outras informações |
| ------ | ------------------------------------------------------ | --------- | ------------- | ----------------- | --- |
|        | Museu a Céu Aberto da Base Aérea do Amapá              | Amapá     | 1998-2009     | Abandonado        | Museu instalado na antiga base aérea do Amapá, criada em 1941 pelos norte-americanos para ser utilizada durante a Segunda Guerra Mundial e desativada na década de 1970. Encontra-se abandonado. |
|        | Museu de História Natural Ângelo Moreira da Costa Lima | Macapá    | 1974-1997     | Extinto           | Incorporado ao Museu Sacaca. |
|        | Museu de Plantas Medicinais Waldemiro Gomes            | Macapá    | 1985-1997     | Extinto           | Também chamado Museu Comercial ou Museu Industrial. Incorporado ao Museu Sacaca. |
|        | Museu Territorial do Amapá                             | Macapá    | 1948-1970     | Extinto           | Primeiro museu criado no Amapá. Sua coleção serviu de base para várias instituições amapenses, sobretudo o atual Museu Histórico do Amapá.                                                       |